# Scott Howard
Scott Howard (Midland, 11 de julio de 1990) es un deportista canadiense que compitió en curling. Ganó una medalla de oro en el Campeonato Mundial de Curling Masculino de 2012.

## Palmarés internacional
| Campeonato Mundial | Campeonato Mundial | Campeonato Mundial | Campeonato Mundial |
| Año                | Lugar              | Medalla            | Prueba             |
| ------------------ | ------------------ | ------------------ | ------------------ |
| 2012               | Basilea (Suiza)    | Medalla de oro     | Equipo             |